# Pływanie na Letnich Igrzyskach Olimpijskich 1932 – 400 m stylem dowolnym kobiet
Wyścig na 400 metrów stylem dowolnym kobiet był jedną z konkurencji pływackich rozgrywanych podczas X Letnich Igrzysk Olimpijskich w Los Angeles. Wystartowało 14 zawodniczek z dziewięciu reprezentacji.
Dwukrotna złota medalistka (na 100 metrów stylem dowolnym i w sztafecie 4 × 100 metrów) Helene Madison przystąpiła do rywalizacji na tym dystansie jako rekordzistka świata. Kiedy jej główna rywalka, srebrna medalistka z Amsterdamu, Holenderka Marie Braun została po eliminacjach odwieziona do szpitala z wysoką gorączką, zwycięstwo Amerykanki wydawało się niemal pewne. Jednak wyścig finałowy był o wiele bardziej emocjonujący. Madison i jej koleżanka z drużyny, Lenore Kight-Wingard, od razu wysunęły się na prowadzenie. Rekordzistka świata utrzymywała stałą przewagę nad drugą z Amerykanek przez 300 metrów. Na ostatnich stu metrach Kight-Wingard znacznie przyspieszyła, zaś Madison próbowała odeprzeć jej atak. Obie zawodniczki przypłynęły na matę niemal jednocześnie. Po chwili zegar pokazał czasy obu zawodniczek - Madison wygrała z Kight-Wingard jedną dziesiątą sekundy ustanawiając przy tym nowy rekord świata. Brązowa medalistka, Południowoafrykanka Jenny Maakal przypłynęła na metę dwadzieścia sekund po Amerykankach.

## Rekordy
| Rekord świata     | Helene Madison (USA)  | 5:31,0 | Seattle (USA)   | 3 lutego 1931   |
| Rekord olimpijski | Martha Norelius (USA) | 5:42,8 | Amsterdam (NED) | 6 sierpnia 1928 |

## Wyniki

### Eliminacje
Dwie najszybsze zawodniczki z każdego wyścigu i najszybsza z trzeciego miejsca awansowały do półfinału.
Wyścig 1
| Miejsce | Zawodniczka        | Czas   | Uwagi |
| ------- | ------------------ | ------ | ----- |
| 1       | Joyce Cooper       | 5:56,7 | Q     |
| 2       | Norene Forbes      | 5:57,8 | Q     |
| 3       | Yvonne Godard      | 5:57,8 | q     |
| 4       | Irene Pirie-Milton | 6:22,2 |       |

Wyścig 2
| Miejsce | Zawodniczka       | Czas   | Uwagi |
| ------- | ----------------- | ------ | ----- |
| 1       | Helene Madison    | 5:44,5 | Q     |
| 2       | Marie Braun       | 5:50,5 | Q     |
| 3       | Elizabeth Edwards | 6:27,2 |       |

Wyścig 3
| Miejsce | Zawodniczka          | Czas   | Uwagi |
| ------- | -------------------- | ------ | ----- |
| 1       | Lenore Kight-Wingard | 5:40,9 | Q     |
| 2       | Maria Oversloot      | 5:50,3 | Q     |
| 3       | Frances Bult         | 6:03,0 |       |

Wyścig 4
| Miejsce | Zawodniczka     | Czas   | Uwagi |
| ------- | --------------- | ------ | ----- |
| 1       | Jenny Maakal    | 5:53,9 | Q     |
| 2       | Else Andersen   | 6:05,1 | Q     |
| 3       | Hatsuko Morioka | 6:07,4 |       |
| 4       | Ruth Kerr       | 6:25,7 |       |

### Półfinały
Trzy najszybsze zawodniczki z każdego półfinału awansowały do finału.
Półfinał 1
| Miejsce | Zawodniczka     | Czas   | Uwagi |
| ------- | --------------- | ------ | ----- |
| 1       | Helene Madison  | 5:48,7 | Q     |
| 2       | Jenny Maakal    | 6:00,6 | Q     |
| 3       | Norene Forbes   | 6:22,1 | Q     |
| 4       | Maria Oversloot | DNS    |       |

Półfinał 2
| Miejsce | Zawodniczka          | Czas   | Uwagi |
| ------- | -------------------- | ------ | ----- |
| 1       | Lenore Kight-Wingard | 5:50,8 | Q     |
| 2       | Yvonne Godard        | 6:00,1 | Q     |
| 3       | Joyce Cooper         | 6:00,4 | Q     |
| 4       | Else Andersen        | 6:05,5 |       |
| 5       | Marie Braun          | DNS    |       |

### Finał
| Miejsce | Zawodniczka          | Czas   |
| ------- | -------------------- | ------ |
| 1       | Helene Madison       | 5:28,5 |
| 2       | Lenore Kight-Wingard | 5:28,6 |
| 3       | Jenny Maakal         | 5:47,3 |
| 4       | Joyce Cooper         | 5:49,7 |
| 5       | Yvonne Godard        | 5:54,4 |
| 6       | Norene Forbes        | 6:06,0 |